# کامفورت (تگزاس)
کامفورت، تگزاس(به انگلیسی: Comfort, Texas) شهری در ایالت تگزاس از ایالات جنوبی ایالات متحده آمریکا است. در سرشماری سال ۲۰۰۰، جمعیت این شهر ۲۳۵۸ نفر اعلام شد.